# Prześladowanie chrześcijan w Japonii
Prześladowanie chrześcijan w Japonii – działania represyjne władz Japonii wobec wyznawców chrześcijaństwa w okresie od XVI wieku do drugiej połowy XIX wieku.

## Wprowadzenie chrześcijaństwa w Japonii
15 sierpnia 1549 św. Franciszek Ksawery z zakonu jezuitów wysiadł wraz z kilkoma towarzyszami w japońskim porcie Kagoshima na wyspie Kiusiu. W ciągu ponad 2 lat święty nawrócił około 3 tysięcy Japończyków. Duchowni katoliccy zwykle starali się konwertować na katolicyzm pana feudalnego (daimyō), a za jego przykładem podążali poddani. W 1582 w Japonii było już ponad 200 000 wiernych i 250 kościołów (zwanych namban-ji). W ciągu kolejnych 10 lat misjonarze ochrzcili dalsze 65 000, co dało łącznie ok. 300 000 wiernych i 134 zakonników. 

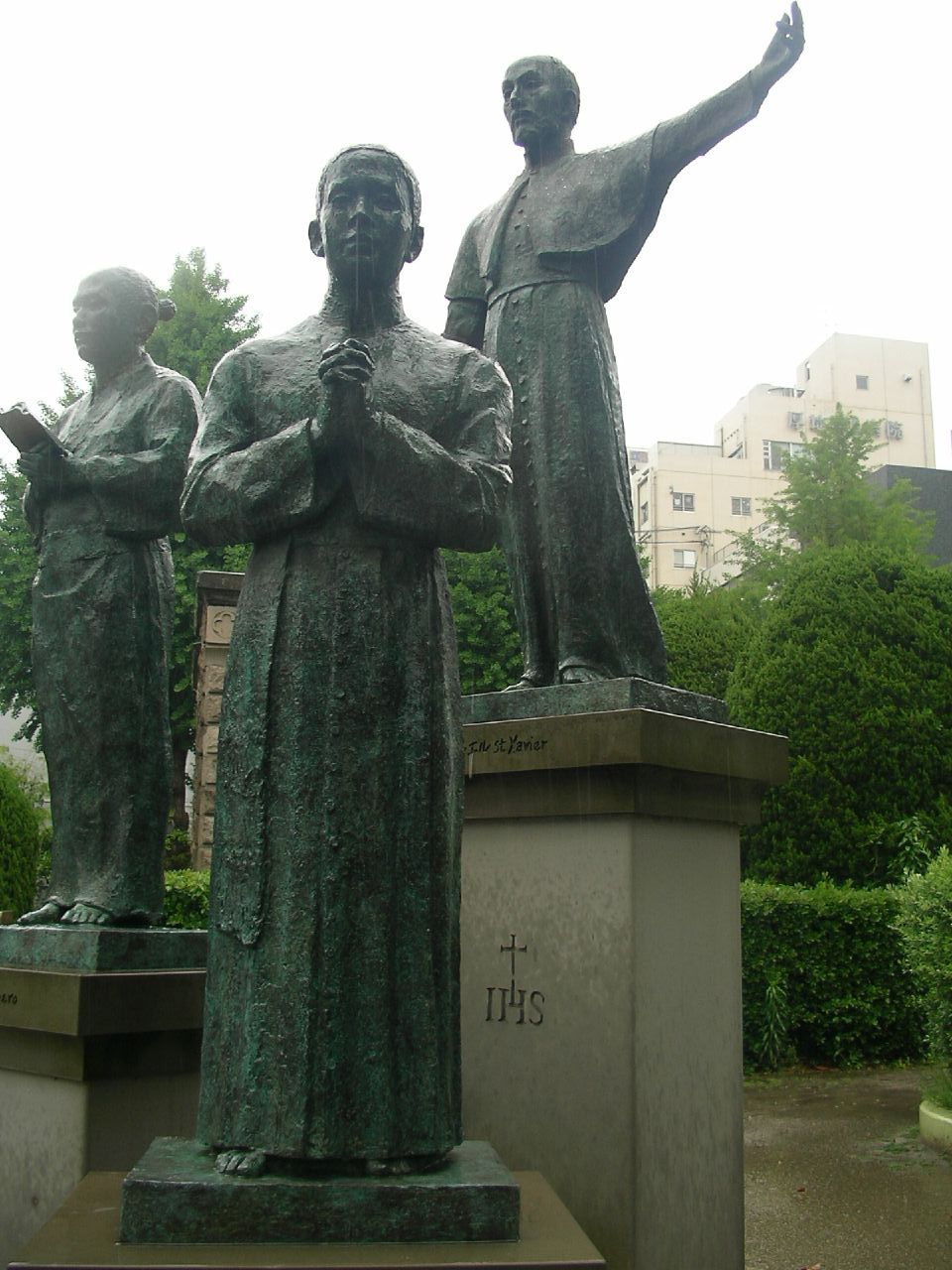
Pomnik św. Franciszka Ksawerego w Kagoshimie

## Prześladowania i zakazy

### Przyczyny represji
Siogunowie, początkowo pozytywnie nastawieni do chrześcijaństwa, zaczęli stopniowo podejrzewać misjonarzy o wrogie zamiary, takie jak szpiegostwo i imperializm europejski. Przełom nastąpił w 1596, gdy u wybrzeży wyspy Sikoku rozbił się hiszpański galeon San Felipe. Kapitan tego statku chwalił się w Japonii, że jego kraj dokonuje podbojów kolonialnych na terenach, przygotowanych do tego przez katolickich misjonarzy i neofitów. Przykładem na potwierdzenie tego były wówczas Filipiny. Na wieść o tym siogun Hideyoshi Toyotomi kazał pojmać w Kansai 26 duchownych i wiernych katolickich i ukrzyżować ich w Nagasaki (głównym ośrodku katolicyzmu) 5 lutego 1597 na postrach dla innych. Ci zamordowani są obecnie czczeni jako święci męczennicy z Nagasaki.

### Edykt zniszczenia
Po śmierci Hideyoshiego w 1598 na 15 lat zapanował spokój. Działalność misyjną prowadziło 130 jezuitów, kilku księży świeckich i około 30 zakonników takich jak franciszkanie, dominikanie i augustianie. W 1609 i 1613 przybyli do Japonii pierwsi holenderscy i angielscy protestanci, co nasiliło obawy władz japońskich przed imperializmem europejskim. 
W 1614 władca Japonii Ieyasu Tokugawa wydał edykt zniszczenia chrześcijaństwa, a edykt ten potwierdził w 1616 jego następca Hidetada Tokugawa. Chrześcijaństwo zostało całkowicie zakazane w całej Japonii, jego wyznawcy zostali zobowiązani do przyjęcia buddyzmu lub shintō, a oporni mieli być karani śmiercią. Duża część japońskich katolików nie podporządkowała się edyktowi, co skutkowało okrutnymi represjami ze strony władz. Na przykład 2 września 1622 w Nagasaki zabito przez ścięcie lub spalenie żywcem 52 chrześcijan. Niektórzy chrześcijanie, jak samuraj Ukon Takayama, uciekali z Japonii przed represjami.

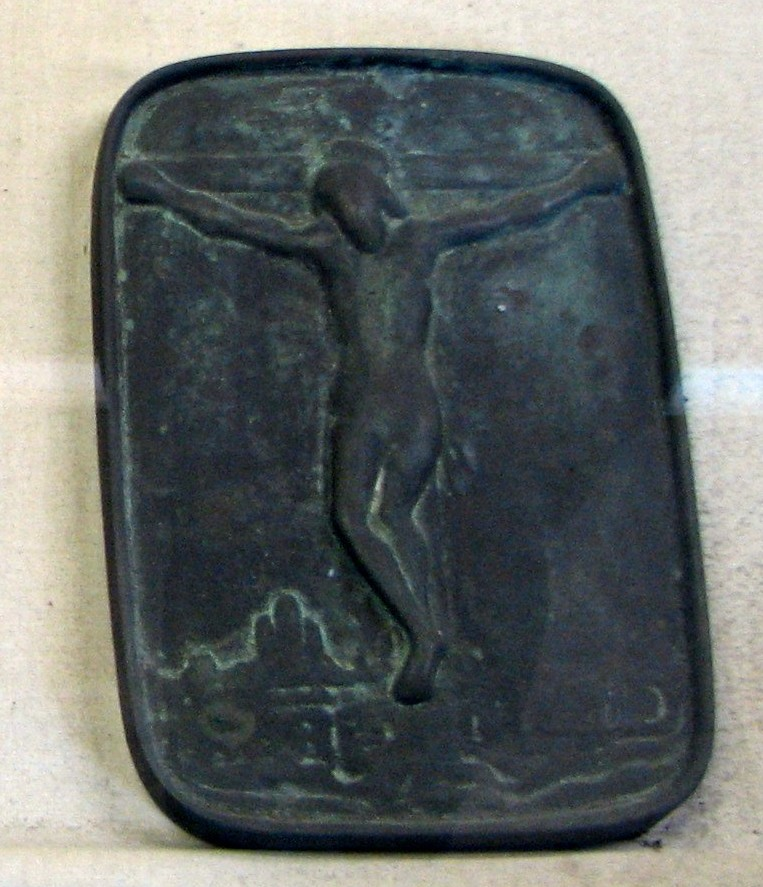
Fumi-e

### Skutki represji
Dokładna liczba ofiar prześladowań nie jest znana, jednak represje charakteryzowały się skrajnym okrucieństwem. Kościół katolicki przestał istnieć jako organizacja, zniszczono wszystkie budynki kultowe, pisma religijne i przedmioty, związane z kultem. Na skutek prześladowań katolicyzm zanikł w Japonii, z wyjątkiem regionu Nagasaki, gdzie nadal duża grupa wyznawców praktykowała chrześcijaństwo w ukryciu- stąd ich nazwa kakure-kirishitan („ukryci chrześcijanie”). Pozostało też w ukryciu 20 jezuitów europejskich. Władze stworzyły jednak tak skuteczny system nadzoru, że wszyscy duchowni zostali ujęci i zgładzeni. W sumie, do 1644 (data śmierci Mancio Konishi ostatniego księdza i jezuity w Japonii), około 100 jezuitów zginęło okrutną śmiercią.

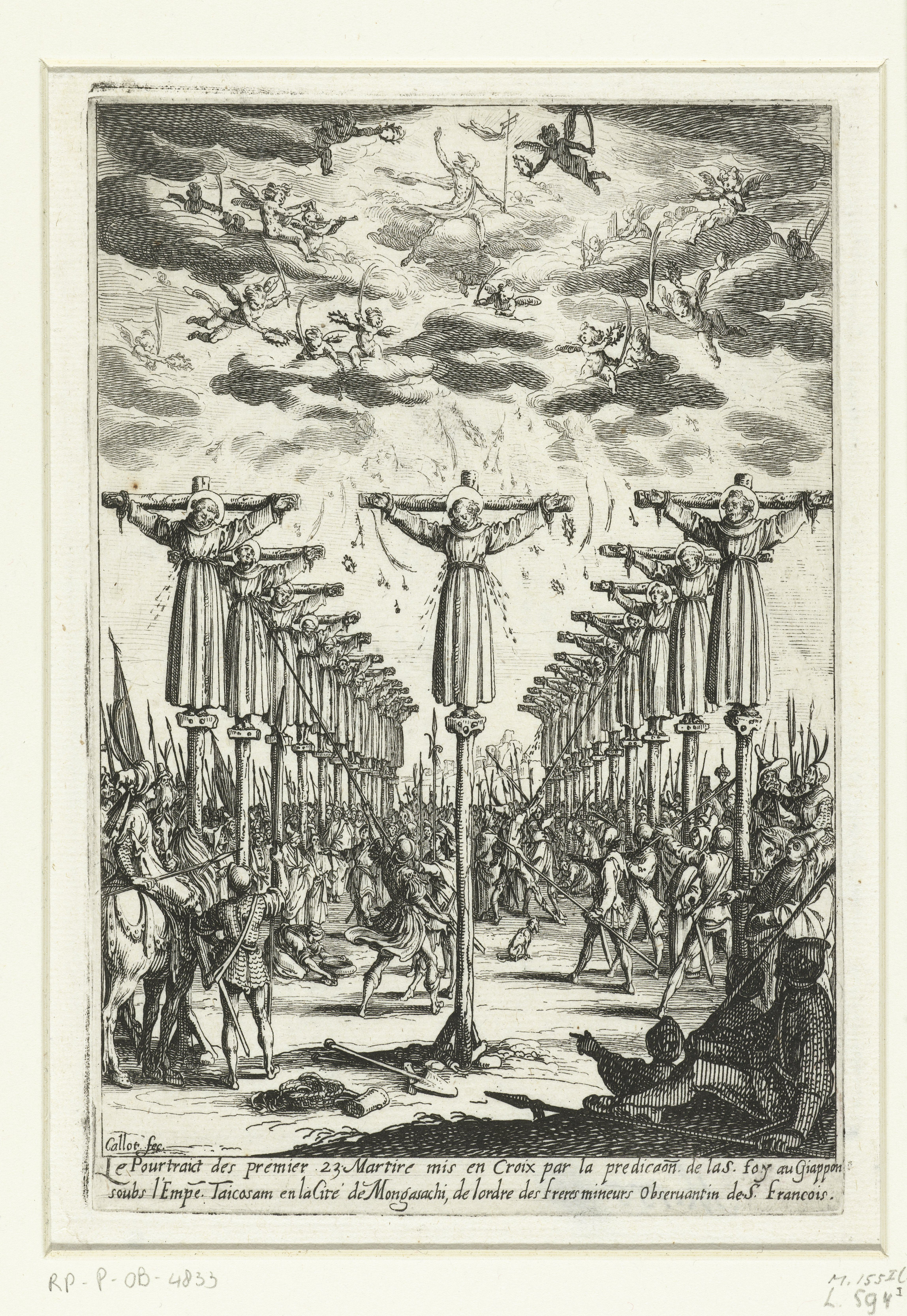
Ukrzyżowanie 23 franciszkanów w Japonii

Powstanie na półwyspie Shimabara (1637–1638) było spowodowane m.in. represjami wobec katolicyzmu i brało w nim udział wielu japońskich chrześcijan. Zostało krwawo stłumione, a powstańcy zabici. W rezultacie nasiliła się polityka izolacjonizmu Japonii (Sakoku) i antychrześcijańskie represje, które trwały kolejne dwa stulecia. W 1640 czterech ambasadorów Portugalii, którzy przybyli z Makau do Nagasaki, było zmuszanych do apostazji, a kiedy odmówili, zostali zabici.  Wyznaczono cenę za głowy zagranicznych i rodzimych chrześcijan. Co roku każdy Japończyk był wzywany do podeptania fumi-e (wyobrażeń Chrystusa lub Maryi), aby udowodnić, że nie są chrześcijanami. Kontrolowano ich też, czy uczestniczą w kulcie buddystycznym lub shintō. 
Przy wykrywaniu chrześcijan władze japońskie korzystały z pomocy renegatów, takich jak np. były jezuita Cristóvão Ferreira, który przyjął buddyzm i pod nowym imieniem Chūan Sawano stał się agentem japońskim. 
Jedynym miejscem, gdzie docierali kupcy z Europy, była ściśle kontrolowana i zamknięta wyspa Dejima koło Nagasaki. Tam pozwalano handlować tylko tym, którzy zgadzali się podeptać fumi-e. Akceptowali to z reguły wyznawcy kalwinizmu, głównie Holendrzy (ze względu na obowiązujący w ich wyznaniu ikonoklazm), w celu prowadzenia interesów z Japończykami.

#### „Ukryci chrześcijanie”
„Ukryci chrześcijanie” schronili się na odległych wyspach (np. Gotō) i w trudno dostępnych wioskach. Tworzyli odizolowane wspólnoty, które pozbawione duchownych i pism katolickich i zmuszone do udawania wyznawców buddyzmu i shintō, stopniowo oddalały się od doktryny katolickiej (synkretyzm religijny), utrzymując jednak świadomość przynależności do chrześcijaństwa.

### Próby misji w XVII wieku
W XVII wieku misjonarze katoliccy z Europy, mimo grożącej im za to śmierci, podejmowali próby przedostania się do Japonii. W lutym 1642 grupa pięciu jezuitów, wśród których był Polak, Wojciech Męciński, przypłynęła statkiem z Manili na Filipinach i w przebraniu Chińczyków jezuici przedostali się na półwysep Satsuma do twierdzy Kagoshima. 13 sierpnia zostali ujęci przez ludzi sioguna Iemitsu Tokugawy i 21 sierpnia 1642 przewieziono ich do Nagasaki, gdzie zginęli po kilku dniach tortur. W 1643 do Japonii dotarło pięciu innych jezuitów, których też ujęto i skazano na tzw. "torturę dołu". Po kilku dniach wszyscy załamali się i dokonali apostazji. Tragicznie zakończyła się misja dominikanów z Filipin w 1647. Nie wiadomo, czy podjęto inne próby takich misji. Ostatnim znanym jest Abbé Sidotti, włoski misjonarz, który w 1708, w wieku 40 lat, wylądował sam na japońskim wybrzeżu. Ujęty i osadzony w więzieniu, ochrzcił tam swoich dwóch strażników i zmarł po pięciu latach.

## Otwarcie Japonii
Japonia pozostawała całkowicie zamknięta do połowy XIX wieku. Dopiero od kwietnia 1844 na wyspę Okinawa zaczęli przybywać francuscy misjonarze, którzy nie mieli jednak wstępu na główne wyspy japońskie. 8 października 1858 podpisano traktat między Francją a Japonią, który pozwalał na obecność misjonarzy i na budowę kościołów dla cudzoziemców w "otwartych portach" Japonii. W nowym kościele w Nagasaki (obecnie: Bazylika 26 męczenników japońskich) 17 marca 1865 po raz pierwszy po ponad 200 latach ujawniła się przed księdzem B. Petitjeanem grupa 15 "ukrytych chrześcijan", zapewniając go, że jest ich bardzo wielu, co najmniej 50 000. W 1866 ks. Petitjean został mianowany wikariuszem apostolskim Japonii. Jednak w lipcu 1867 wznowiono prześladowania; 40 000 wiernych z Urakami w pobliżu Nagasaki zostało zesłanych do różnych prowincji. Około jedna trzecia wygnańców zmarła lub nie wróciła. Dopiero w marcu 1873 (pod presją mocarstw europejskich i USA) w Japonii oficjalnie uznano chrześcijaństwo i zaczęto tolerować kult publiczny dla wszystkich.

## Niektóre ofiary prześladowań
- 205 męczenników japońskich, w tym Alfons z Navarrete i 107 Towarzyszy, Maria Vaz, Jan Roman, Kacper Vaz.
- Męczennicy z Nagasaki
- Dominik Ibáñez de Erquicia i towarzysze (16 męczenników)
- Piotr Kibe Kasui i 187 towarzyszy męczenników